# ورزشگاه تولوز
ورزشگاه مونیسیپال در شهر تولوز در کشور فرانسه قرار دارد. در سال ۱۹۳۷ افتتاح شد. مالک این ورزشگاه تیم تولوز است.

## جام جهانی ۱۹۹۸
این ورزشگاه در جام جهانی ۱۹۹۸ شش بازی را میزبانی کرد.

## جام ملت‌های اروپا ۲۰۱۶
در جام ملتهای اروپا ۲۰۱۶ این ورزشگاه پنج بازی را میزبانی می‌کند.